# IceB
iceB (або Відкрита бухгалтерія «iceB») — це українське вільне програмне забезпечення для організації та ведення бухгалтерського обліку під управлінням POSIX-сумісних операційних систем (таких, як Linux). Джерельний код, написаний на мові програмування С++, розповсюджується на умовах ліцензії GPLv2. Програма експлуатується з 1992.

## Особливості
iceB призначена для організації та ведення бухгалтерського обліку, зокрема реалізовано наступні підсистеми:
- Головна книга (оборотний баланс, журнали-ордера, сальдо, акти звірки тощо)
- Матеріальний облік
- Платіжні документи
- Заробітна плата
- Облік основних засобів
- Облік послуг
- Облік касових ордерів
- Облік витрат на відрядження
- Облік шляхових листів
- Реєстр податкових накладних
- Облік доручень

Збереження даних може бути організовано з використанням баз даних MySQL або MariaDB. Програма має клієнт-серверну архітектуру: база даних встановлюється на сервері (яким може бути і клієнтський комп'ютер), доступ здійснюється з клієнтських робочих місць по мережевому протоколу TCP/IP.
Існує дві версії клієнтського ПЗ:
- iceB — з текстовим (термінальним) інтерфейсом;
- iceBw — з графічним інтерфейсом (з використанням GTK+).

Функціонально вони ідентичні та синхронізуються розробником, і відрізняються лише нумерацією версій.

## Використання
Станом на жовтень 2009, систему iceB використовували десятки державних установ та приватних підприємств у Вінниці та інших містах України, зокрема КНВО «Форт», ДП «Вінницястандартметрологія», Вінницька державна картографічна фабрика, Шепетівський м'ясокомбінат, тощо.